# Захаров, Павел Филиппович
Павел Филиппович Захаров (26 декабря 1926, Медвежье, Уральская область — 5 февраля 1999, Варгаши, Курганская область) — председатель колхоза «Победа» Варгашинского района Курганской области. Герой Социалистического Труда (1971).

## Биография
Павел Филиппович Захаров родился 26 декабря 1926 года в селе Медвежье Медвежьевского сельсовета Варгашинского района Курганского округа Уральской области, ныне село входит в Варгашинский муниципальный округ Курганской области.
После окончания 6 классов работал рядовым колхозником в сельхозартели имени Куйбышева, где в те годы председательствовал его отец.
В 1943 году был призван в Рабоче-крестьянскую Красную Армию. Проходил службу механиком-водителем танка Т-34 в Уральском, Киевском и Белорусском военных округах. После демобилизации в 1945 году вернулся в родные места. Работал председателем районного Совета физкультуры, вступил в члены КПСС.
1 августа 1953 года назначен инструктором Варгашинского районного комитета КПСС.
20 февраля 1955 года был избран председателем колхоза имени Куйбышева в селе Носково Варгашинского района, причём райкомом партии была рекомендована другая кандидатура.
В марте 1957 года на базе Строевской МТС был создан Чапаевский совхоз и Павел Филиппович становится управляющим фермой нового хозяйства.
В августе 1958 года был избран председателем колхоза «Победа» в селе Спорное Варгашинского района. На этом посту трудился более тридцати лет — до выхода на пенсию. Под его руководством колхоз «Победа» стал одним из лучших хозяйств области. В 1968 году колхозу присвоено звание «Коллектив высокой культуры земледелия», в 1968—1970 годах за победу во Всероссийском Социалистическом соревновании ему вручили Красное Знамя Совета Министров РСФСР и ВЦСПС. В семидесятые годы опыт колхоза «Победа» по выращиванию донника, по влиянию этой бобовой культуры на подъём урожайности в зерновых севооборотах широко использовался в Курганской и Челябинской областях, у соседей в Казахской ССР.
Указом Президиума Верховного Совета СССР от 8 апреля 1971 года за умелое руководство колхозом и высокие производственные показатели Захарову Павлу Филипповичу присвоено звания Героя Социалистического Труда с вручением ордена Ленина и золотой медали «Серп и молот»
Вёл большую общественную работу, неоднократно избирался членом Варгашинского районного и Курганского областного комитетов КПСС, членом бюро райкома комсомола, депутатом районного Совета народных депутатов. За плодотворное шефство над школой Захаров был удостоен звания «Отличник народного просвещения». Много и плодотворно работал в областном Совете ветеранов войн и труда на посту заместителя председателя областного Совета.
5 февраля 1999 года Павел Филиппович Захаров приехал на пленум районного Совета ветеранов войн и труда в посёлок городского типа Варгаши Варгашинского района Курганской области, ныне посёлок городского типа  — административный центр Варгашинского муниципального округа той же области. По пути в зал заседаний он сделал свои последние в жизни шаги.

## Награды
- Герой Социалистического Труда, 8 апреля 1971 года
  - Орден Ленина № 392829
  - Медаль «Серп и Молот» № 11861
- Орден Ленина, 22 марта 1966 года
- Орден Октябрьской Революции, 23 декабря 1976 года
- Юбилейная медаль «За доблестный труд. В ознаменование 100-летия со дня рождения Владимира Ильича Ленина», 1970 год
- Отличник народного просвещения РСФСР
- Почетный гражданин Варгашинского района, 6 марта 2019 год, посмертно[3][4]